# Matraca

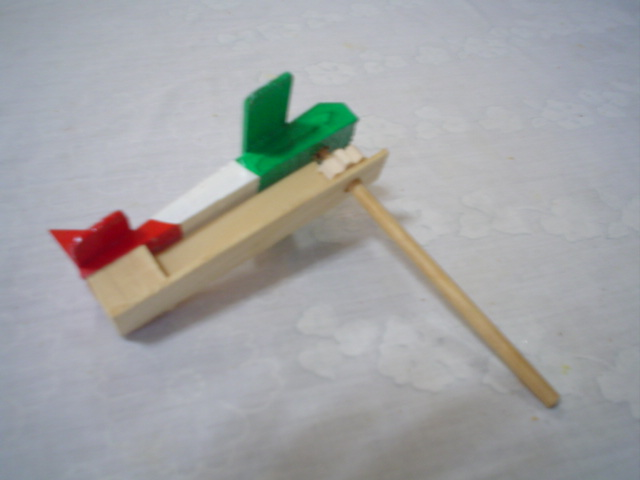
Uma matraca de brinquedo.

Uma matraca é um instrumento musical e sinalizador constituído geralmente de madeira onde existe um pedaço de ferro curvilíneo que, quando sacudido, produz som. Herança portuguesa, é usada no Brasil, em pequenas cidades por vendedores e também na quaresma para anunciar uma procissão.. O instrumento substitui os sinos na Semana Santa.
Matraca também é um brinquedo muito utilizado na época de carnaval.
Durante a Revolução Constitucionalista soldados paulistas a usavam para fingir o barulho de metralhadoras, apesar do barulho não ser ouvido a além de 50 metros.